# Желько Пахек
Же́лько Пахек (серб. Жељко Пахек, хорв. Željko Pahek; нар. 1954, Жупаня, колишня Югославія, нині Хорватія) — міжнародно визнаний творець коміксів і графічних романів, сценарист, художник, ілюстратор і карикатурист.
Починаючи з 1980-х років відомий завдяки серії коміксів чорного гумору, а також ілюстраціями до обкладинок різних шедеврів науково-фантастичної і фентезійної літератури. Мешкає у Белграді, Сербія.

## Життєпис
Пахек народився і ріс у Жупані, у Сремі, де він закінчив початкову, а потім середню ремісничу школу. Він переїхав до Белграда 1978 року, де й понині проживає. 1980 року завершив вищу педагогічну школу за напрямком мистецтва.
Він є одним з ключових засновників Белградського кола 2 (Beogradski krug 2), важливого югославського мистецького гурта, разом з Бояном М. Джукичем (головний засновник), Владимиром Весовичем, Здравком Зупаном, Асканієм Поповичем, Райком Мілошевичем — R. M. Guéra, Драганом Савичем, Душаном Рел'їчем, Слободаном Івковим, Драганом Босничем тощо.
Пахек також є одним із засновників Спілки любителів наукової фантастики «Лазар Комарчич» 1981 року.
З 1979 року Пахек публікував комікси та ілюстрації в культурних журналах і журналах для коміксів у Югославії, наприклад, такі як: Student, Vidici, Politikin Zabavnik, YU Strip, Stripoteka, Spunk novosti, Naš Strip, Strip mania тощо; а з 1986 р. у закордонних журналах, як-от: Schwermetall (Німеччина), Fluide Glacia (Франція), L'Eternauta (Італія), Zone 84 (Іспанія), Tintin (Бельгія), Eleftherotipia (Греція) та Heavy Metal Magazine (США). Його роботи з'явилися у «Heavy Metal Special Editions» на 15-й, 20-й і 35-й річниці видання. Його комікс «Die schwarze narbam» (Чорний шрам), присвячений руйнуванню Берлінського муру, було опубліковано тринадцятьма мовами (міжнародний збірник «Durch bruch», він же «Breaktrough», 1990).
Він відомий чорною гумористичною серією коміксів «Astro-idjani» та «The Legion Of The Waterproof» і численними карикатурами в журналах, перевидані у збірнику Depilacija Mozga («Депіляція мозку»).
З 1982 широка югославська аудиторія знає Пахека також як автора обкладинок для науково-фантастичних та фентезійних книг таких письменників, як Роберт Гайнлайн, Філіп Дік, Артур Кларк, Дуглас Адамс, Террі Пратчетт, Тім Пауерс і Слободан Шкерович.
Він також писав сценарії Д. Босничу й Д. Савичу та працював на Германа Гаппена художником-колористом для знаменитих серій коміксів «Єремія» та «Вежі Буа-Морі».

## Критика
«В таких митцях, як Джордже Мілович, Желько Пахек та Зоран Туцич, ми маємо художників по-справжньому міжнародного рівня» — Пол Ґраветт.

## Праці

### Комікси, графічні романи та карикатури
Як головний творець
- Astro-iđani, Югославія /Сербія/, 1981—1983.
- Once upon a time in the future, Сполучені Штати, 1991.
- Depilacija Mozga, Югославія /Сербія/, 1997.
- Badi kukavica i druge priče, Югославія /Сербія/, 2001.
- Moby Dick 1-2, Франція, 2005.
- 1300 kadrova, Боснія і Герцеговина, 2014.
- Error Data (Chronicles by a Burnt Out Robot), Англія, 2016.[4]
- La Légion des imperméables, Франція, 2016.[5] (оригінальна назва: «Legija nepromočivih»; переклад англ.: «The Legion Of The Waterproof»)

Антології та збірники
- Durch Bruch, Німеччина, 1990. (також перекладається як: Breakthrough, Après le mur, Falomlás, Der var engang en mur, Murros: Rautaesirippu repeää…)
- 15 Years of Heavy Metal: The World's Foremost Illustrated Fantasy Magazine, США, 1992.
- Signed by War — Getekend door de oorlog («Potpisano ratom»), Нідерланди, 1994.
- 20 Years of Heavy Metal, США, 1997.
- Heavy Metal Magazine: 35th anniversary issue", США, 2012.
- Balkan Comics Connections: Comics from the ex-YU Countries, Об'єднане Королівство, 2013.
- Odbrana utopije, Сербія, 2014.
- Sarajevski atentat, Боснія і Герцеговина, 2016.

Як колорист
- Єремія, Герман Гаппен
- Вежі Буа-Морі, Герман Гаппен

## Нагороди та визнання
- Золоте перо Белграда 1982. «Цвијета Зузорић», нагорода за комікс.
- Нагорода «Смели цвет» РК ССО Србије 1983. за комікс «Астро-иђани».
- 1-а виставка югославських коміксів у Вінковці 1984. — Нагорода за комікс «Астро-иђани».
- Нагорода «Лазар Комарчић» 1985. за кращу НФ ілюстрацію року.
- Лист «Полет» — Нагорода за найкращий комікс 1985 року.
- Нагорода «Сфера», Загреб, за найкращі досягнення у коміксах НФ за 1985 рік.
- Золоте перо Белграда 1989. «Цвијета Зузорић» — Нагорода «Стріпотеки» за комікс
- Золоте перо Белграда 1992 — 2-а міжнародна бієнале ілюстрації: — Диплом «Міжнародне золоте перо Белграда».
- Нагорода «Сфера», Загреб, за найкращі досягнення у сфері НФ 1999. — за обкладинку книги.
- 4-а міжнародна виставка коміксів у Белграді 2006. — Особливе визнання за внесок у сербський комікс.